# Jean-François-César de Guilhermy
Jean-François-César de Guilhermy (Castellnou d'Arri, Llenguadoc, 18 de gener del 1761 - París, 11 de maig del 1829) va ser un dels diputats als Estats Generals francesos que, el 20 de juny de 1789, van ser presents al jurament del Jeu de paume. Apareix retratat en el quadre amb què el pintor Jacques-Louis David immortalitzà l'acte.
Nascut a Castellnou d'Arri (on la seva casa natal encara es conserva), hi va ser Procurador Reial (1784) i va ser elegit diputat pel Tercer Estat en representació de la Senescalia de Castellnou d'Arri (26/03/1789 - 30/09/1791). Defensà la monarquia i s'oposà a les idees revolucionàries; refusà la bandera tricolor i titllà Mirabeau de "scélérat" (dolent), cosa que li costà tres dies d'arrest. Emigrà a Itàlia i a Alemanya, país on assistí en qualitat de testimoni al casament del Duc d'Angulema a Mitau. El 1803 emigrà a Anglaterra, i amb altres exiliats hi conspirà contra el govern de Napoleó. En l'any 1814, el rei Lluís XVIII el nomenà Mestre de les Sol·licituds al Consell d'Estat i, posteriorment, Intendent de l'illa de Guadalupe (13 de juny del 1814 a maig del 1816). En tornar Napoleó del seu exili a l'illa d'Elba maldà a organitzar la resistència reialista, i no dubtà a demanar ajuda a l'armada britànica. Al maig del 1816 va ser cridat a la cort restablerta, i al 16 de juliol del 1819 li fou atorgat el títol de baró. Nomenat conseller mestre de la Cort de Comptes el 1821, posteriorment presidí la institució. Fou nomenat cavaller de la Legió d'Honor (7 d'octubre del 1814), i posteriorment en va ser ascendit a oficial (13 d'agost del 1823) i comandant (28 de maig del 1825).

## Escrits
- M. de Guilhermy, député de l'Assenblée nationale, à la Municipalité de Castelnaudary (31 juillet 1790) s.l.: s.n., 1790
- Compte que ret à ses commettants... (3 octobre 1791) s.l.: s.n., 1791
- Lettre de M. de Guilhermy, député de la Sénéchaussée de Castelnaudary à ses commettants (22 octobre 1790) Paris: imp. de Pain, 1790
- Opinion de Guilhermy, sur le rapport lu à l'assemblée nationale par M. de Chabrond...concernant les atentats des 5 et 6 d'octobre 1789... s.l.: s.n., 1789
- Papiers d'un emigré, 1789-1829. Lettres et notes extraites du portefeuille du baron de Guilhermy... Paris: Plon, 1886[5]